# 泛美航空217号班机空难
泛美航空217号班机空难（英语：Pan Am Flight 217），发生于1968年12月12日，一架波音707在其目的地附近坠毁，机上无人生还。美国国家运输安全委员会认为事故肇因是未知原因导致的飞行员失误。

## 航机和涉事机组
肇事机是一架昵称为Clipper Malay的波音707-321B（实际注册号为N494PA）。事发时飞机机龄不到一年：该机于1968年3月7日首飞，并于3月28日交付给泛美航空。
飞机上共有9名机组人员（8名美国籍，1名瑞典籍），执飞该航班的机长时年50岁，拥有24,000小时飞行经验，其中在波音707上累计飞行了6,737小时。

## 事故
1968年12月12日，肇事机从纽约约翰·F·肯尼迪机场起飞，飞往委内瑞拉加拉加斯迈克蒂亚西蒙·玻利瓦尔国际机场。航班在接近加拉加斯时从空中交通管制的雷达屏幕上消失。当地时间22点05分，飞机坠入加勒比海并发生爆炸。同一时刻，委内瑞拉海军接到了协助搜寻飞机的电话。肇事机的残骸在距加拉加斯11.4英里（9.9海里；18.3公里）处被发现。航班上所有乘客（共51名）和机组人员在空难中丧生。
各型航机和军民船只均被动用以搜索尸体和救援幸存者。有报道称许多尸体被鲨鱼吞食。这次空难是委内瑞拉当时发生的最严重的空难，比1969年的委内瑞拉国际航空742号班机空难更加惨重。

## 著名乘客
该空难的遇难者之一是前委内瑞拉小姐奥尔加·安东内蒂。同样遇难的还有委内瑞拉鱼类学家兼大学教授拉斐尔·安东尼奥·库拉。

## 事故原因
坠机原因被认为是加拉加斯市的灯光造成的视觉错觉而引起的飞行员操作失误。这可能导致机组人员下降直至坠入海中，导致机上所有人员遇难。然而，美国国家运输安全委员会表示，导致飞行员失误的原因尚不确定。

## 文化影响
《Clipper Malay的遇难者》一书详细介绍了飞机、事故以及打捞机组人员和乘客遗体的漫长过程，打捞工作持续了一个多月。书中还提供了51名遇难者的个人传记。